# Třeboň
Třeboň (tyska: Wittingau) är en stad i distriktet Jindřichův Hradec i Tjeckien. Den hade 8 394 invånare år 2016.

## Kända personer från Třeboň
- Karel Poborský (1972–), fotbollsspelare
- Karel Čurda (1972–1947), dömd landsförrädare under andra världskriget

## Vänorter
- Interlaken, Schweiz[3]
- Schrems, Österrike[3]
- Utena, Litauen[3]